# Кисо (хребет)
Кисо́ (яп. 木曽山脈 кисо-саммяку) — горный хребет в центральной части японского острова Хонсю. Является составной частью так называемых Японских Альп. Горы Кисо расположены в южной части префектуры Нагано и популярны среди местного населения и туристов как Центральные Альпы.
Протяжённость хребта составляет около 150 км. Высочайшей вершиной Центральных Альп (гор Кисо) является гора Кисокомагатаке или Комагатаке (2956 м). Подъём на гору возможен по канатной дороге от конечной станции Сендзёдзики.
С июня по август в цирке ледника Сендзёдзики расцветает около 150 видов альпийских растений. Вдоль трассы на вершину растёт эндемичный вид эдельвейсов Комасуюкисоу. В период с января по март район считается лавиноопасным.
Хребет сложен преимущественно гранитами. Крутые склоны глубоко расчленены долинами рек бассейнов Кисо и Тенрю. Густые хвойные леса. Здесь обнаружены редкие ледниковые формы рельефа и редкая альпийская растительность.
27 марта 2020 года вся территория Центральных Альп (от вершины Чаусу с севера до вершины Кисокомагатакэ) объявлена 57-м новым квазинациональным парком в Японии.